# C・L・フランクリン
C・L・フランクリン(C. L. Franklin)の通称で広く知られる、クラレンス・ラヴォーン・フランクリン（Clarence LaVaughn Franklin、1915年1月22日 – 1984年7月27日）は、アメリカ合衆国のバプテスト派の牧師、公民権運動活動家。伝説的なソウル/ゴスペル歌手アレサ・フランクリンの父でもある。

## 背景
ミシシッピ州サンフラワー郡で、小作人だった父ウィリー・ウォーカー(Willie Walker)と母レイチェル・ ウォーカー（旧姓ピットマン）(Rachel Walker née Pittman)の間に、クラレンス・ラヴォーン・ウォーカー(Clarence LaVaughn Walker)として生まれた:3-8。C.L.自身の言によれば、父が自分にしてくれたのは、1919年に父が第一次世界大戦の軍務から戻ったときに、敬礼の仕方を教えてくれたことだけだったという:8。父ウィリー・ウォーカーは、その直後に家族を棄てて去り（このときクラレンスは4歳だった）、翌年、母レイチェルはヘンリー・フランクリン(Henry Franklin)と再婚し、家族はフランクリン姓となった。 
クラレンスは16歳のとき説教者となり、黒人教会を回る巡回説教者(circuit preacher)として働き始めた。やがてテネシー州メンフィスのニュー・セーラム・バプテスト教会(New Salem Baptist Church)に定着し、1944年5月までここに留まった。その後、ニューヨーク州バッファローのフレンドシップ・バプテスト教会(the Friendship Baptist Church)の講壇に移り、1946年6月まで務めてから、ミシガン州デトロイトのニュー・ベセル・バプテスト教会(the New Bethel Baptist Church)の主任牧師に就任した。
1940年代後半から1950年代にかけて、フランクリンの牧師としての名声は高まり、ニュー・ベセル教会における務めの傍ら、全米各地で説教を行なうようになった。「百万ドルの声」をもつ男として知られたフランクリンは、説教をレコードに残した最も初期の説教者のひとりとなり、1970年代までこの活動を続けた。また、日曜日にはラジオを通じて説教の放送を行った。フランクリンは、公的な場に登場する際に高額な出演料を要求した。フランクリンの最も有名な説教には「The Eagle Stirreth Her Nest (鷲は巣をかき混ぜる)」、「Dry Bones in the Valley (谷間の白骨)」などがある。説教者としての名声に加え、フランクリンはその素晴らしい歌声でも知られていた。フランクリンは、娘アレサの音楽への情熱を応援し、1950年代にはアレサを連れて講演と音楽の旅に出かけていた。
フランクリンは牧師としての仕事に加え、1950年代から1960年代にかけては公民権運動に関わり、デトロイトにおける全米自動車労働組合(UAW)の黒人労働者に対する差別を撤廃させるために尽力した。

## 私生活
1934年10月16日、フランクリンは最初の妻アリーン・ゲインズ(Alene Gaines)と結婚したが、1936年には関係は解消されていた。その形態は詳らかになっていない。1936年6月3日、フランクリンはバーバラ・シガーズと再婚し、1938年から1944年にかけて、長女アーマ（1938年 - 2002年）、長男セシル（Cecil、1940年 – 1989年）、次女アレサ（1942年 - 2018年）、三女キャロリン（Carolyn、1944年 - 1988年）と4人の子どもをもうけた。結婚の時点で、バーバラには既に他の男性との間に生まれた息子ヴォーン(Vaughn、1934年12月24日 - ）がいたが、フランクリンは結婚後すぐにヴォーンを養子とした。ヴォーンは1951年まで、フランクリンが実父ではないことを知らなかった:124。1940年、フランクリンは、メンフィスの信徒で当時13歳の少女だったミルドレッド・ジェニングス(Mildred Jennings)に、息子カール・エレン・ケリー（旧姓ジェニングス）(Carl Ellan Kelley (née Jennings))を生ませた:61。
1948年、C・L・フランクリンと妻バーバラは別居し、バーバラはニューヨーク州バッファローに移り住み、フランクリンのもとに4人の子どもを残した。しかし、夫妻は最後まで離婚しなかった:122-123。C・L・フランクリン師の伝記を著したコーネル大学のニック・サルバトーレ教授(Prof. Nick Salvatore)によれば、バーバラ・フランクリンは子どもたちと面会するために定期的にミシガン州デトロイトに戻っており、子どもたちも夏休みにはバッファローを訪れ、母親の家に泊まったりしていたという:123。バーバラは、1952年3月7日にバッファローで、心臓発作により、34歳で亡くなったが、その葬儀に夫は出席しなかった:125。
C・L・フランクリンは、マーティン・ルーサー・キング・ジュニアの親友であり、支持者であったが:284、キングもまたフランクリンに深い敬意をもっていた:230-231。フランクリンは、最も偉大なゴスペル歌手たちであったマヘリア・ジャクソンやクララ・ウォード(Clara Ward)とも親密であった。クララ・ウォードはグループを率いてフランクリンとツアーに出ることもよくあり、両者は長期にわたって恋愛関係にあった。マヘリアとクララは、フランクリンの娘アレサに大いに肩入れした。アレサは、彼女たちの導きと、フランクリン家への頻繁な訪問が、自分に大きな影響を与えたと述べている。

## 襲撃と死
1979年6月10日、日曜日、深夜0時過ぎに、デトロイトのウェスト・サイドにあった自宅で、強盗犯とされる侵入者に至近距離から2発の銃撃を受けた。フランクリンはヘンリー・フォード病院(Henry Ford Hospital)に運ばれたが、その後5年間に及ぶ昏睡状態に陥った。襲撃から6か月後に、子どもたちはフランクリンを自宅に戻し、24時間態勢で状態を見守る看護体制を組んだ。フランクリンは、1984年半ばまで、そのまま自宅に留まった。1984年7月27日、デトロイトの New Light Nursing Home に移された1週間後に、フランクリンは死去した。69歳であった。
フランクリンは、デトロイトの North Woodward Avenue にある歴史的な墓地 Woodlawn Cemetery に埋葬された。葬儀の際には、友人であったジョージア州アトランタのセーラム・バプテスト教会(the Salem Baptist Church)のジャスパー・ウィリアムズ・ジュニア師(Rev. Jasper Williams Jr.)が、頌徳演説を行なった。

## 後年への影響
コネチカット州ブルームフィールド(Bloomfield)の the First Cathedral の主任牧師であるリロイ・ベイリー・ジュニア(LeRoy Bailey Jr.)は、C・L・フランクリンに大いに影響を受けたと述べている。

## 大衆文化のなかで
ハウス・ミュージシャンのカーティス・ジョーンズ(Curtis Jones)は、1993年にグリーン・ヴェルヴェット(Green Velvet)名義で「The Preacher Man」というトラックを発表したが、これはもっぱらC・L・フランクリンの説教をリミックスしたものであった。